# Aracnoide (anatomia)
L'aracnoide è una delle tre membrane chiamate meningi. Insieme alla dura madre (o pachimeninge) e alla pia madre, avvolge il sistema nervoso centrale e il tratto iniziale dei nervi; delle tre è la membrana intermedia, molto sottile e delicata come la tela di un ragno. La membrana aracnoide deriva dal mesectoderma della cresta neurale dell'embrione.
L'aracnoide è costituito da tessuto connettivo lasso.

## Struttura
L'aracnoide è lo strato intermedio delle meningi che si interpone tra la dura madre più superficiale e la pia madre, più profonda. L'aracnoide è separata dalla pia madre grazie allo spazio subaracnoideo dove scorre il liquido cefalo-rachidiano. Tra la dura madre e l'aracnoide si trova invece lo spazio subdurale (virtuale). L'aracnoide e la pia madre insieme costituiscono la leptomeninge. 
Il termine leptomeninge riprende la derivazione embriologica della membrana; intorno al primo abbozzo del tubo neurale si viene a formare tessuto mesenchimale che si organizza a formare due lamine: la pachimeninge (o dura madre) disposta esternamente, e la leptomeninge internamente, entrambe rivestite da meningoblasti.
Il sottile strato aracnoide è attaccato all'interno della dura madre e avvolge sia il cervello che il midollo spinale. Non segue i solchi cerebrali come la pia madre, fatta eccezione per la fessura longitudinale, che divide i due emisferi cerebrali. Al contrario della dura madre e della pia madre, l'aracnoide non è vascolarizzata.
L'aracnoide e la dura madre aderiscono l'un l'altra per tutto il cranio e il canale spinale fino ad arrivare alla vertebra S2, dove i due strati si fondono e terminano nel filum terminale, che si attacca all'estremità coccigea del canale spinale. Tra la dura madre e l'aracnoide giacciono alcune vene che collegano il sistema venoso del cervello con il sistema venoso nella dura madre.

## Funzione
Dall'aracnoide partono delle trabecole (villi aracnoidei), che sono piccole protrusioni che attraversano la dura madre fino ai seni venosi del cervello, e che consentono al liquido cefalo-rachidiano di uscire dallo spazio subaracnoideo ed entrare all'interno dei seni venosi del cervello, e quindi nel flusso sanguigno. Il liquido cerebrospinale ha la funzione di proteggere il cervello dagli urti e di controllare le variazioni dell'ambiente interno.